# Mijo

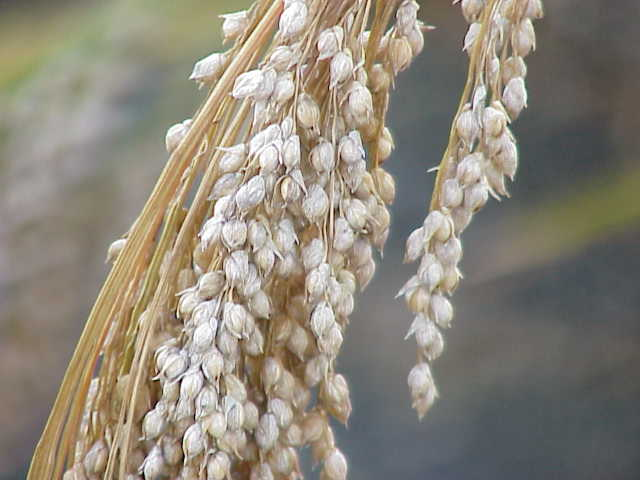
Mijo común (Panicum miliaceum).

Los mijos (también millo o borona) integran un grupo agronómico (no taxonómico) de varios cereales con semilla pequeña, que poseen un alto contenido proteico y requieren poca agua para crecer. Este también es un cereal de economía sólida. Las especies principales de mijo, ordenadas por su importancia económica, son:
1. El mijo perla (Cenchrus americanus).
2. El mijo menor (Setaria italica).
3. El mijo común (Panicum miliaceum).
4. El mijo dedo (Eleusine coracana).
5. El mijo perenne (Panicum virgatum), que produce 60 GJ de bioetanol por hectárea[4]

Otras especies de menor importancia incluyen:
- El mijo japonés (Echinochloa frumentacea).
- El mijo koda (Paspalum scrobiculatum).
- El mijo fonio (Digitaria exilis).
- El mijo silvestre (Milium effusum).

El mijo, además, es un cereal muy rico en energía, ideal para consumir en el desayuno, también resulta indispensable en la dieta de las personas celíacas ya que no contiene prolaminas tóxicas y reemplaza gran cantidad de los nutrientes de los alimentos con gluten. Es un grano que puede soportar cambios bruscos de temperatura, su crecimiento es rápido y tiene una alta resistencia contra plagas.
Aunque este cereal se utiliza muy poco para el consumo humano de occidente, en continentes como Asia y África constituye una fuente importante de alimentación.
El tef (Eragrostis tef) y el sorgo (Sorghum spp.) a veces también se incluyen entre los mijos.

## Historia
Las distintas especies denominadas mijo fueron domesticadas inicialmente en distintas partes del mundo, sobre todo en Asia oriental, Asia meridional, África occidental y África oriental. Sin embargo, las variedades domesticadas a menudo se han extendido mucho más allá de su área inicial.[cita requerida]
Arqueólogos especializados llamados paleoetnobotánicos, basándose en datos como la abundancia relativa de granos carbonizados encontrados en yacimientos arqueológicos, plantean la hipótesis de que el cultivo de mijo fue de mayor prevalencia en la prehistoria que el de arroz, especialmente en el norte de China y Corea. El mijo también formaba parte importante de la dieta prehistórica en las sociedades indias, chinas neolíticas y coreanas Mumun.

### Domesticación en Asia Oriental
El mijo proso (Panicum miliaceum) y el mijo cola de zorro (Setaria italica) fueron cultivos importantes a partir del Neolítico temprano de China. Algunas de las primeras pruebas del cultivo del mijo en China se encontraron en la Cishan (norte), donde se han identificado fitolitos de cáscara de mijo proso y componentes biomoleculares hace unos 10.300-8.700 años en fosos de almacenamiento junto con restos de casas de foso, cerámica y herramientas de piedra relacionadas con el cultivo del mijo. Las evidencias en Cishan del mijo de cola de zorro se remontan a hace unos 8.700 años. Las evidencias más antiguas de fideos en China se hicieron con estas dos variedades de mijo en un cuenco de barro de 4.000 años de antigüedad que contenía fideos bien conservados y que se encontró en el yacimiento arqueológico de Lajia en el norte de China.
Los paleoetnobotánicos han encontrado evidencias del cultivo del mijo en la Península de Corea que datan del periodo cerámico Jeulmun medio (alrededor del 3500-2000 a. C.). El mijo continuó siendo un elemento importante en la agricultura intensiva de multicultivo del período cerámico Mumun. (alrededor de 1500-300 a. C.) en Corea. Los mijos y sus ancestros silvestres, como la hierba de corral y la hierba pánica, también se cultivaron en Japón durante el período Jōmon en algún momento después del 4000 a. C.
Los mitos chinos atribuyen la domesticación del mijo a Shennong, un legendario emperador de China, y a Hou Ji, cuyo nombre significa Señor Mijo.

### Domesticación en el subcontinente indio
Se cree que el mijo pequeño (Panicum sumatrense) fue domesticado alrededor de 5000 antes del presente en el subcontinente indio y el mijo Kodo (Paspalum scrobiculatum) alrededor de 3700 antes del presente, también en el subcontinente indio. Se han mencionado varios mijos en algunos de los textos del Yajurveda, identificando el mijo de cola de zorro (priyaṅgu), mijo de corral (aṇu) y el mijo negro (śyāmāka), lo que indica que el cultivo del mijo se producía alrededor del año 1200 a. C. en la India.

### Domesticación en África Occidental
El mijo perla (Cenchrus americanus) se domesticó definitivamente en África hacia el año 3500 antes del presente, aunque se cree probable que sea 8000 antes del presente.: 160  Las primeras evidencias incluyen hallazgos en el Birimi en África Occidental, con el más antiguo en Dhar Tichitt en Mauritania.
El mijo perla fue domesticado en la región del Sahel de África Occidental, donde se encuentran sus ancestros silvestres. Las pruebas del cultivo del mijo perla en Malí se remontan al año 2500 a. C., y el mijo perla se encuentra en el subcontinente indio hacia el 2300 a. C.

### Domesticación en África Oriental
El mijo de dedo es originario de las tierras altas de África Oriental y fue domesticado antes del tercer milenio antes de Cristo. Su cultivo se había extendido al sur de la India hacia el año 1800 a. C.

### Difusión
El cultivo del mijo común como el primer cultivo de secano en Asia oriental se ha atribuido a su resistencia a la sequía, y se ha sugerido que esto ha ayudado a su difusión.
Las variedades asiáticas de mijo se abrieron camino desde China hasta la región del Mar Negro de Europa hacia el año 5000 a. C.
El mijo crecía de forma silvestre en Grecia ya en el año 3000 a. C., y se han encontrado contenedores de almacenamiento de mijo a granel desde la Edad de Bronce tardía en Macedonia y el norte de Grecia. Hesíodo describe que "las barbas crecen alrededor del mijo, que los hombres siembran en verano. " Y el mijo aparece junto con el trigo en el siglo III a. C. por Teofrasto en su "Enquiry into Plants".

## Producción
| Producción de mijo – 2016              | Producción de mijo – 2016          |
| País                                   | Producción (millones de toneladas) |
| -------------------------------------- | ---------------------------------- |
| India                                  | 10.3                               |
| Níger                                  | 3.9                                |
| China                                  | 2.0                                |
| Mali                                   | 1.8                                |
| Nigeria                                | 1.5                                |
| Burkina Faso                           | 1.1                                |
| Mundo                                  | 28.4                               |
| Fuente: FAOSTAT de las Naciones Unidas |                                    |

En 2016, la producción mundial de mijo fue de 28,4 millones de toneladas, liderada por India con el 36% del total mundial (tabla). Níger también tuvo una producción importante.

### Bebidas alcohólicas

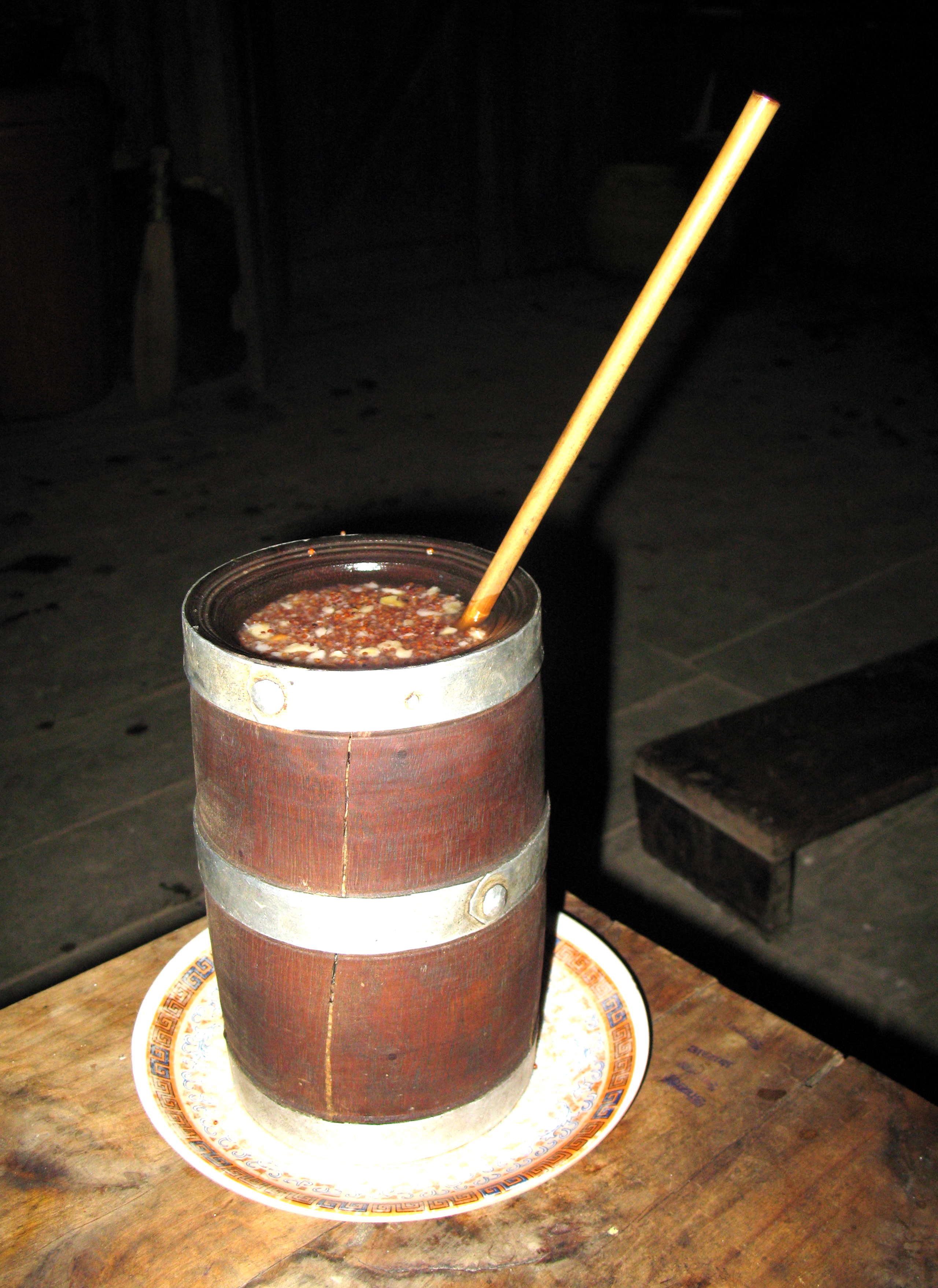
Tongba, una bebida alcohólica a base de mijo que se encuentra en la región montañosa del extremo oriental de Nepal y Sikkim, India

En la India, se producen diversas bebidas alcohólicas a partir del mijo. El mijo es también el ingrediente base del licor destilado rakshi.

### Como fuente de alimento

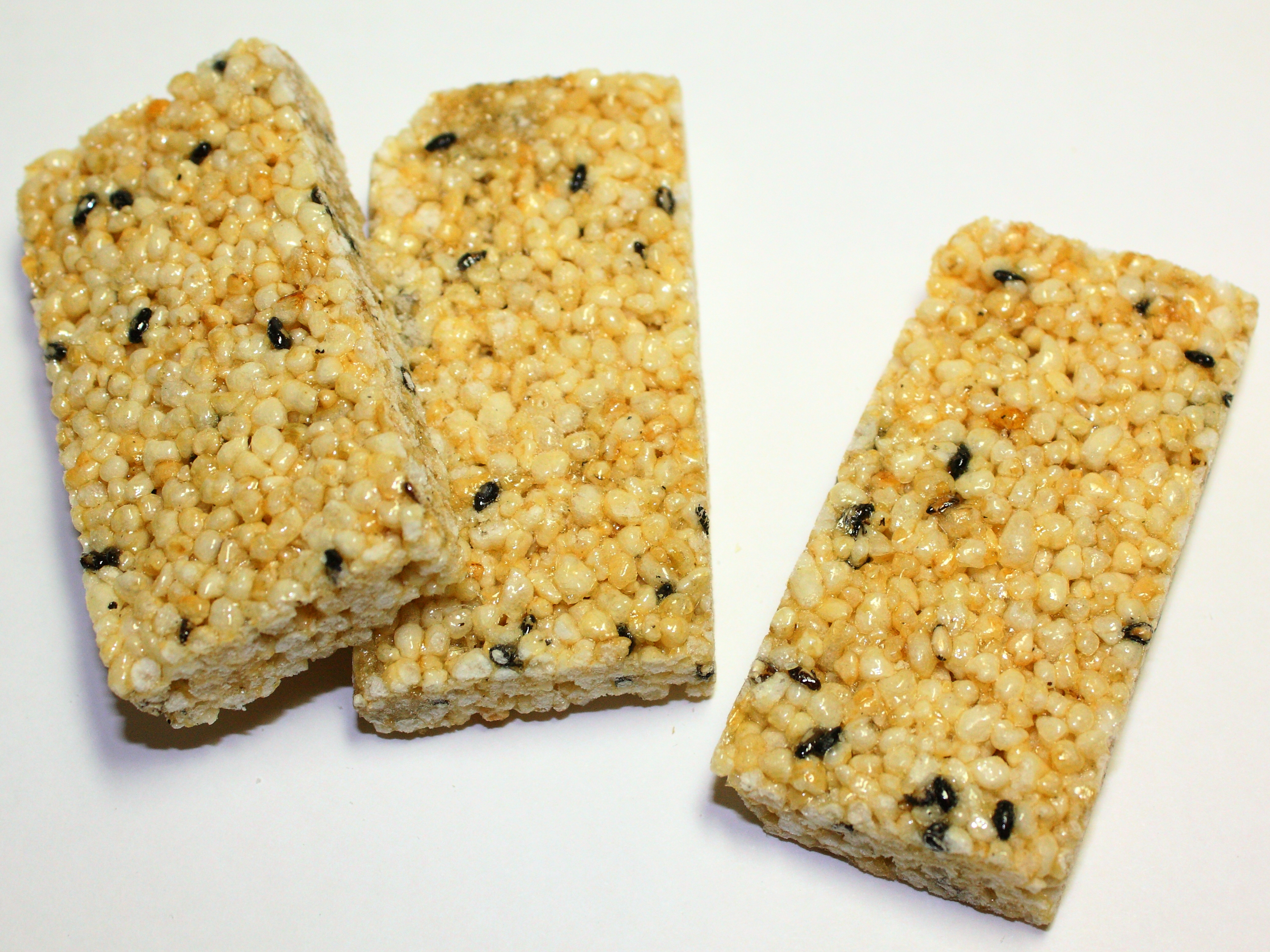
Awaokoshi, dulce hecho con mijo inflado, es una especialidad proveniente de Osaka, Japón.

Los mijos son una fuente importante de alimentos en las regiones áridas y semiáridas del mundo, y figuran en la cocina tradicional de muchas otras. En el oeste de la India, el sorgo (llamado jowar, jola, jonnalu, jwaarie o jondhahlaa en los idiomas gujarati, kannada, telugu, hindi y maratí, respectivamente; mutthaari, kora o panjappullu en Malayalam; o cholam en Tamil) se ha utilizado comúnmente con harina de mijo (llamada jowari en el oeste de la India) durante cientos de años para hacer el pan plano de base local, enrollado a mano (es decir, hecho sin un rodillo) (rotla en gujarati, bhakri en marathi, o roti en otros idiomas). Otro grano de cereal utilizado popularmente en las zonas rurales y por la gente pobre para consumirlo como alimento básico en forma de roti. Otros mijos como el ragi (mijo de dedo) en Karnataka, el naachanie en Maharashtra, o el kezhvaragu en tamil, el ragulu en telugu, con el popular ragi rotti y el Ragi mudde es una comida popular en Karnataka. El ragi, como se conoce popularmente, es de color oscuro como el centeno, pero de textura más áspera.
Las gachas de mijo son un alimento tradicional en las cocinas rusa, alemana y china. En Rusia, se consume dulce (con leche y azúcar añadidos al final de la cocción) o salado con guisos de carne o verduras. En China, se come sin leche ni azúcar, a menudo con alubias, boniato, y/o varios tipos de calabaza. En Alemania, también se consume dulce, hervido en agua con manzana añadida durante el proceso de ebullición y miel añadida durante el proceso de enfriamiento.
El mijo es también el ingrediente principal de un bocadillo dulce vietnamita llamado bánh đa kê. Contiene una capa de mijo y frijol mungo aplastados, cubierta con carne de coco en rodajas y envuelta en un crujiente pastel de arroz. Es una especialidad de Hanói.
El consumo per cápita de mijo como alimento varía en las distintas partes del mundo, siendo el más elevado en África occidental. En la región del Sahel, se calcula que el mijo representa alrededor del 35% del consumo total de cereales en Burkina Faso, Chad y Gambia. En Malí y Senegal, el mijo constituye aproximadamente el 40 por ciento del consumo total de cereales per cápita, mientras que en Níger y la árida Namibia supera el 65 por ciento (véase mahangu). Otros países de África en los que el mijo es una importante fuente de alimentación son Etiopía, Nigeria y Uganda. El mijo también es un alimento importante para la población que vive en las zonas más secas de muchos otros países, especialmente en África oriental y central, y en los países costeros del norte de África occidental. En los países en desarrollo fuera de África, el mijo tiene importancia local como alimento en algunas partes de algunos países, como China, India, Birmania y Corea del Norte.
El uso del mijo como alimento disminuyó entre los años 70 y los 2000, tanto en las zonas urbanas como en las rurales, ya que los países en desarrollo, como la India, han experimentado un rápido crecimiento económico y han sido testigos de un aumento significativo del consumo per cápita de otros cereales.
Las personas afectadas por trastornos relacionados con el gluten, como la enfermedad celíaca, la sensibilidad al gluten no celíaca y los alérgicos al trigo, que necesitan una dieta sin gluten, pueden sustituir los cereales con gluten en su dieta por mijo. No obstante, aunque el mijo no contiene gluten, sus granos y su harina pueden estar contaminados con cereales con gluten.
Es un ingrediente común en el pan de semillas.
El mijo también se utiliza como alimento para aves y animales.

### Mijo de pastoreo
Además de utilizarse como semilla, el mijo también se utiliza como cultivo forrajero. En lugar de dejar que la planta alcance la madurez, puede ser pastoreada por el ganado y se utiliza habitualmente para ovejas y ganado vacuno.
El mijo es una planta C4, lo que significa que tiene una buena eficiencia en el uso del agua y utiliza altas temperaturas, por lo que es un cultivo de verano.  Una planta C4 utiliza una enzima diferente en la fotosíntesis de las plantas C3, y por eso mejora la eficiencia en el uso del agua.
En el sur de Australia el mijo se utiliza como pasto de calidad en verano, aprovechando las temperaturas cálidas y las tormentas de verano. El mijo es sensible a las heladas y se siembra después del periodo de heladas, una vez que la temperatura del suelo se ha estabilizado en 14 °C o más. Se siembra a poca profundidad.
El mijo crece rápidamente y puede pastorearse entre 5 y 7 semanas después de la siembra, cuando tiene una altura de 20 a 30 cm.  El mayor valor alimenticio procede de las hojas y los brotes verdes jóvenes. La planta puede descabezar rápidamente, por lo que debe manejarse en consecuencia, ya que a medida que la planta madura, el valor y la palatabilidad del alimento se reducen.
Los mijos japoneses (Echinochloa esculenta) se consideran los mejores para el pastoreo y, en particular, Shirohie, una nueva variedad de mijo japonés, es la variedad más adecuada para el pastoreo.  Esto se debe a una serie de factores: da un mejor rebrote y madura más tarde que otros mijos japoneses; es barato -el coste de la semilla es de 2 a 3 dólares por kg, y las tasas de siembra son de unos 10 kg por hectárea para la producción en tierras de secano; se establece rápidamente, puede pastorearse pronto y es adecuado tanto para el ganado ovino como el bovino.
En comparación con el sorgo forrajero, que se cultiva como forraje de pastoreo alternativo, los animales ganan peso más rápidamente con el mijo, y tiene un mejor potencial de heno o ensilado, aunque produce menos materia seca.  Los corderos obtienen mejores resultados con el mijo que con el sorgo. El mijo no contiene ácido prúsico, que sí puede contener el sorgo.  El ácido prúsico envenena a los animales al inhibir la utilización del oxígeno por parte de las células y se transporta en la sangre por todo el cuerpo - en última instancia, el animal morirá de asfixia. Con el mijo no se necesitan suplementos alimenticios adicionales como Azufre o bloques de sal.
El rápido crecimiento del mijo como cultivo de pastoreo permite flexibilidad en su uso.  Los agricultores pueden esperar hasta que haya suficiente humedad a finales de la primavera/verano y aprovecharla.  Es ideal para el riego cuando se requiere el acabado del ganado.